# Hipodrom Sinj
Hipodrom Sinj jedini je hipodrom u Dalmaciji, smješten 1,5 km istočno od središta grada Sinja. Izgrađen je 1979. godine za potrebe konjičkih natjecanja na VIII. Mediteranskim igrama u Splitu. Drugi je po veličini hipodrom u Hrvatskoj nakon zagrebačkog.

## Zemljopisni položaj i odlike
Hipodrom zauzima površinu od 16 hektara u obliku slova L, na nadmorskoj visini od 300-303 metara. Trkaća staza duljine je 1156 metara (unutarnji krug 1075 m, vanjski 1238 m) i širine 30 metara. Kompleks može primiti do 80 konja u svojim objektima, koji uključuju glavnu štalu površine 1012 m2, sjenik od 288 m2 te upravno-pogonsku zgradu od 223 m2.

## Povijesni razvoj
Tradicija konjogojstva u Cetinskoj krajini seže duboko u povijest. Područje je bilo pogodno za uzgoj konja zbog povoljnih prirodnih uvjeta - livada, obilnih voda i zaštićenih prostora između planina. Prema povijesnim zapisima, venetski putopisac Alberto Fortis još je prije 240 godina pisao o vještim krotiteljima konja u cetinskim selima.
Organizirane konjske utrke u modernom smislu počele su 1904. godine u selu Jasensko kod Sinja, na prostoru zvanom Glibuš. Kasnija natjecanja premještena su na livade Demerovac u Čitluku te konačno na Vidića livade (današnja zračna luka Sinj), gdje su se održavale od 1920. do 1982. godine.
Na njemu je održan koncert Thompsona 4. kolovoza 2025. godine pred 150.000 posjetitelja.

## Izgradnja hipodroma
Izgradnja hipodroma započela je u zimu 1978./'1979. godine pod vodstvom organizacijskog odbora Mediteranskih igara. Projekt je izradio IPZ Zagreb u suradnji s „AR PROJEKT” Split, a glavni projektanti bili su ing. arh. Jerko Rošin i ing. građ. Jakov Ivanišević. Građevinski radovi obavljeni su unatoč izuzetno nepovoljnim vremenskim uvjetima - u prvoj polovici 1979. palo je 932,5 l kiše po m², što je za 300 l više od prosjeka.
Prvo konjsko natjecanje na novom hipodromu održano je 19. rujna 1982. godine, točno godinu dana nakon završetka izgradnje staze i ograde.

## Tehnička rješenja
Hipodrom odlikuje napredna drenažna infrastruktura izvedena „na riblju kost” s uporabom geotekstila, što je bila pionirska tehnika u tim krajevima. Betonski kanal s propusnim A-B pločama osigurava odvodnju površinske vode, dok hidrantski vodovod omogućava natapanje travnatih površina parkura i trkaće staze.
Radna staza široka 5 metara prekrivena je sitnim pijeskom debljine 25 cm postavljenim na geotekstil. Kompleks je ograđen PVC elementima duž cijele staze, a vjetrobran od jablana pruža zaštitu od jakih vjetrova.
Hipodrom danas služi za održavanje domaćih i međunarodnih galopskih i preponskih turnira. Konjički klubovi u sinjskom području, osim redovitih škola jahanja, pružaju i usluge terapijskog jahanja za osobe s posebnim potrebama ili razvojnim smetnjama.